# 普安乡 (云阳县)
普安乡，是中华人民共和国重庆市云阳县下辖的一个乡镇级行政单位。

## 行政区划
普安乡下辖以下地区：
马安社区、丰河村、郎家村、老君村、回龙村、三台村、回营村、共和村、姚坪村、佛手村和双门村。